# Elitettan de 2013
A Segunda Liga do Campeonato Sueco de Futebol Feminino da temporada 2013 - Elitettan 2013 –  começou em abril e acabou em outubro de 2013.

## Campeão
| Elitettan 2013                |
| Sweden                        |
| ----------------------------- |
| Eskilstuna United DFF Campeão |

## Formato
O campeonato foi disputado por 14 clubes, entre os meses de abril e de outubro de 2013.

Os dois primeiros classificados subiram à Damallsvenskan, e os três últimos desceram à Divisão 1 Feminina.

## Participantes na Elitettan 2013
- Djurgården
- IF Limhamn Bunkeflo
- Älta IF
- Eskilstuna United DFF
- Hammarby IF DFF
- IK Sirius FK
- IFK Kalmar
- QBIK
- Östers IF
- AIK FF
- Hovås Billdal IF
- Kvarnsvedens IK
- Sundsvalls DFF
- Umeå Södra FF